# 오이타 마린팰리스 수족관

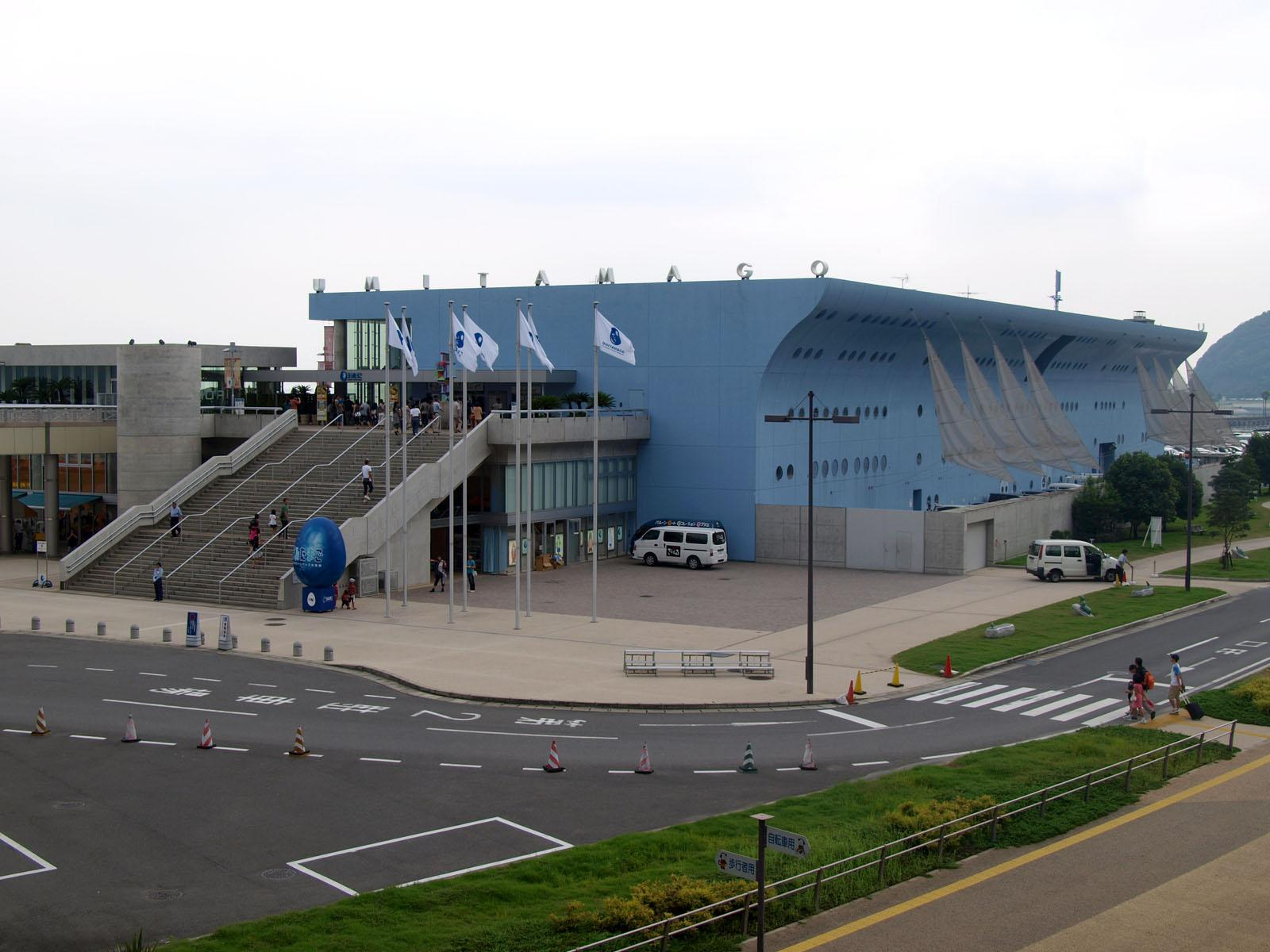
오이타 마린팰리스 수족관

오이타 마린팰리스 수족관(일본어: 大分マリーンパレス水族館)은 일본 오이타현 오이타시에 있는 수족관이다. 2004년 설립. 통칭은 우미타마고(일본어: うみたまご).
2022년 휴가나다 지진에 의해 주차장에서는 최대 폭 30 cm의 균열이 생겼고 인근에는 최대 50 cm 높이의 단차가 발생하는 등 큰 지반 균열이 발생했다.